# 天主教龍杜宗座代牧區
天主教龍杜宗座代牧區（拉丁語：Vicariatus Apostolicus Runduensis）是納米比亞一個羅馬天主教宗座代牧區，屬溫得和克總教區。
代牧區成立於1994年3月14日升為教區。位於納米比亞東北部，2010年有教友101,000人（佔轄區總人口32.2%）、十個堂區、十六名司鐸。現任宗座代牧為若瑟·西康果。